# Sion Sono

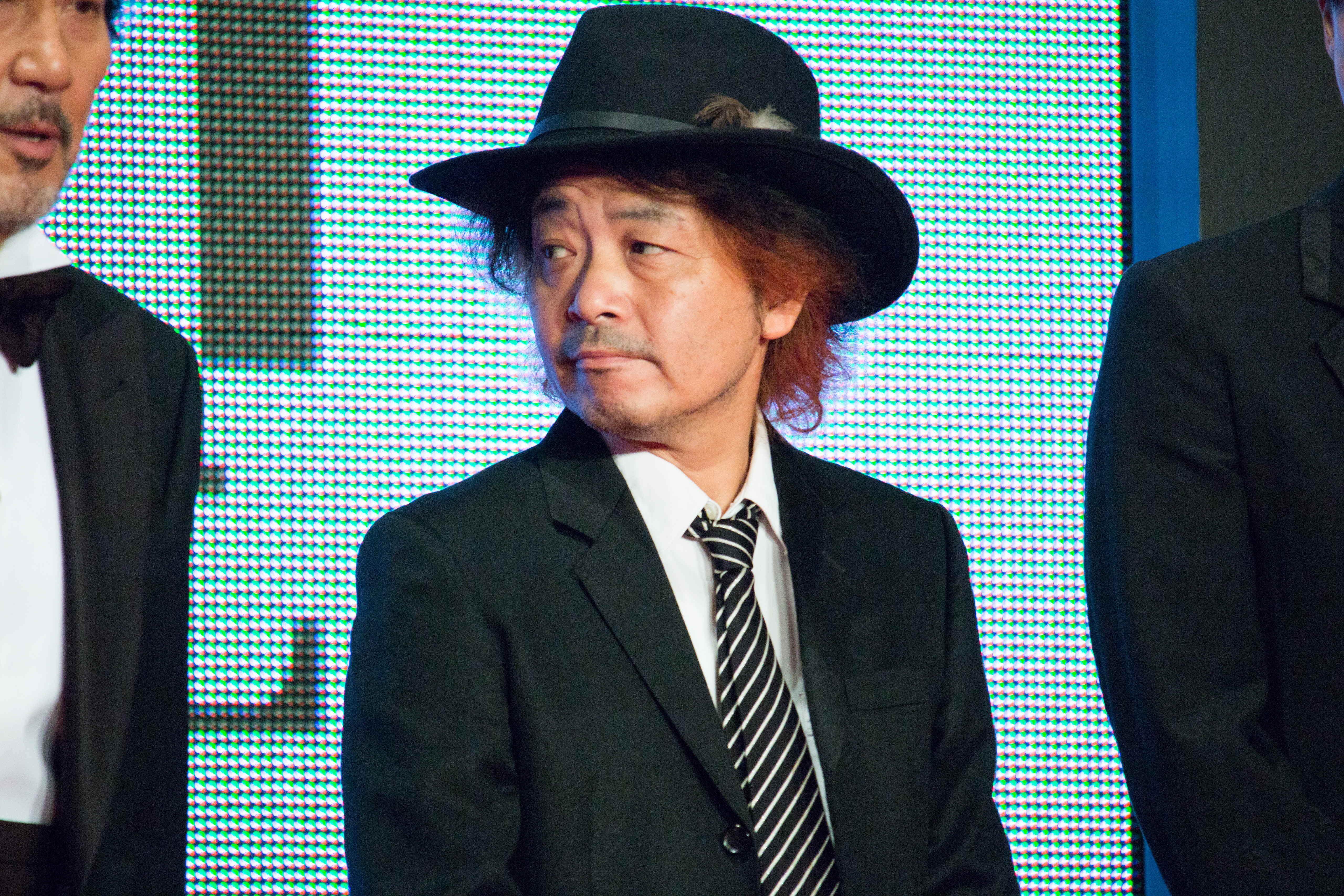
Sono Shion

Shion Sono (jap. 園 子温, Sono Shion, häufig als Sion Sono romanisiert; * 1961 in Toyokawa, Präfektur Aichi) ist ein japanischer Regisseur, Schauspieler, Produzent, Drehbuchautor und Dichter. Er wird für seine poetisch avantgardistischen Filme mit oftmals surrealen Inhalten kontrovers diskutiert.
2018 wurde er für seine Arbeit als Drehbuchautor in die Academy of Motion Picture Arts and Sciences berufen, die jährlich die Oscars vergibt.

## Filmografie

### Regie (Langfilme)
- 1986: Otoko no hanamichi (男の花道)
- 1988: Kessen! Joshiryo tai danshiryo (決戦！女子寮対男子寮)
- 1989: Fahrradseufzer (自転車吐息 Jitensha toiki)
- 1992: The Room (部屋 Heya)
- 1995: Bad Film (バッドフィルム; 2012 fertiggestellt und veröffentlicht)
- 1997: Keiko desu kedo (桂子ですけど)
- 1998: Dankon: The Man (男痕 -THE MAN-)
- 2000: Seigi no Tatsujin Nyotai Tsubo saguri (性戯の達人　女体壺さぐり)
- 2000: Utsushimi (うつしみ; Dokumentarfilm)
- 2002: Suicide Circle (自殺サークル Jisatsu saakuru)
- 2005: Into a Dream (夢の中へ Yume no naka e)
- 2005: Noriko’s Dinner Table (紀子の食卓 Noriko no shokutaku)
- 2005: Strange Circus (奇妙なサーカス Kimyō na saakasu)
- 2005: Hazard
- 2006: Kikyū kurabu, sonogo (気球クラブ、その後)
- 2007: Exte: Hair Extensions (エクステ Ekusute)
- 2008: Love Exposure (愛のむきだし Ai no mukidashi)
- 2009: Be Sure to Share (ちゃんと伝える Chanto tsutaeru)
- 2010: Cold Fish (冷たい熱帯魚 Tsumetai nettaigyo)
- 2011: Guilty of Romance (恋の罪 Koi no tsumi)
- 2011: Himizu (ヒミズ)
- 2012: Land of Hope (希望の国 Kibô no kuni)
- 2013: Why Don’t You Play in Hell? (地獄でなぜ悪い Jigoku de naze warui)
- 2014: Tōkyō Tribe (トウキョウ トライブ Tōkyō Toraibu)
- 2015: Shinjuku Swan (新宿スワン)
- 2015: Love & Peace (ラブ＆ピース)
- 2015: Tag (リアル鬼ごっこ)
- 2015: The Virgin Psychics (映画 みんな！エスパーだよ! Eiga Minna! Esupa Dayo!)
- 2015: The Whispering Star (ひそひそ星 Hiso Hiso Boshi)
- 2017: Shinjuku Swan II (新宿スワンII)
- 2017: Antiporno (アンチポルノ)
- 2019: The Forest of Love (愛なき森で叫べ)
- 2021: Prisoners of the Ghostland

### Regie (Kurzfilme)
- 1984: Rabu songu (ラブソング)
- 1985: Ore wa Shion Sono da!! (俺は園子温だ!!)
- 1986: Ai (愛)
- 1998: Kaze (風)
- 2001: 0cm4 (パリ・コレバージョン)
- 2003: Chichi no hi (父の日)
- 2004: Otona ni nattara (大人になったら; Segment von „Nô-pantsu gâruzu: Movie box-ing2“)

## Preise und Auszeichnungen
Sion Sono erhielt für seine Filme folgende Auszeichnungen:
Austin Fantastic Fest
- 2007 – Bester Film – Ekusute

Internationale Filmfestspiele Berlin
- 2006 – Leser-Preis der „Berliner Zeitung“ – Strange Circus
- 2009 – Caligari Filmpreis – Love Exposure
- 2009 – FIPRESCI-Preis – Love Exposure

Fant-Asia Film Festival
- 2003 – Most Ground-Breaking Film – Suicide Club
- 2003 – Fantasia Ground-Breaker Award – Suicide Club
- 2009 – Bester Asiatischer Film – Love Exposure
- 2009 – Innovativster Film – Love Exposure
- 2009 – Spezial-Preis der Jury – Love Exposure

Karlovy Vary International Film Festival
- 2005 – Don Quijote Award – Noriko's Dinner Table
- 2005 – Special Mention – Noriko's Dinner Table

Mainichi Film Concours
- 2010 – Bester Regisseur – Love Exposure

Weiterhin wurde Sion Sono für folgende Filme nominiert:
Asia Pacific Screen Awards
- 2009 – Leistung als Regisseur – Love Exposure

Asian Film Awards
- 2010 – Bester Regisseur – Love Exposure

Karlovy Vary International Film Festival
- 2005 – Crystal Globe – Noriko's Dinner Table